# 아페리 상수
수학에서 아페리 상수(Apéry's constant)는 여러 곳에서 발견되는 상수이다. 이 상수는 양자전기동역학을 사용하는 전자의 회전자기율(Gyromagnetic ratio)의 2차와 3차항 등 여러 물리학 문제에서 자연스럽게 나타난다. 또한 감마 함수와 관련하여 물리학에서 종종 보이는 비율에서 지수함수를 포함하는 어떤 적분을 풀려고 할 때, 예를 들어 디바이 모형의 2차원의 경우를 전개할 때 나타난다. 아페리 상수는 {\displaystyle \zeta (3)}으로 정의된다.
{\displaystyle \zeta (3)=\sum _{k=1}^{\infty }{\frac {1}{k^{3}}}=1+{\frac {1}{2^{3}}}+{\frac {1}{3^{3}}}+{\frac {1}{4^{3}}}+{\frac {1}{5^{3}}}+{\frac {1}{6^{3}}}+\cdots }
여기서 {\displaystyle \zeta (s)}는 리만 제타 함수를 가리킨다. 아페리 상수의 대략적인 값은 다음과 같다.
1.20205 69031 59594 28539 97381 61511 44999 07649 86292 ... (OEIS의 수열 A002117)
아페리 상수의 역수 {\displaystyle {\frac {1}{\zeta (3)}}}는 임의로 택한 세 양의 정수가 서로소일 확률과 같다.

## 아페리 정리
1978년 6월 마르세유-뤼미니(Marseille-Luminy)에서 개최된 Journées Arithmétiques에서 로저 아페리(Roger Apéry)는 {\displaystyle \zeta (3)}이 무리수라는 증명을 소개했다. 이 증명은 초등적(elementary)이었지만, 그의 설명 스타일은 반쯤 농담조의 설명이었고, 이것은 비판적인 수학자들 사이에 어필하기 어려웠다. 예를 들어 그 증명은 다음 등식이 핵심적이었다.
{\displaystyle \zeta (3)={\frac {5}{2}}\sum _{n=1}^{\infty }{\frac {(-1)^{n-1}}{n^{3}{{2n} \choose {n}}}}}
그러나 이러한 등식은 이전에 누구도 본 일이 없었고 더구나 앞쪽의 인수 5/2 조차도 어디서 나오는 건지 짐작하기 어려웠다. 청중들은 어떻게 그 등식을 찾았느냐고 묻자 아페리는 이렇게 대답하였다.
They grow in my garden.

그리하여 청중 중에서 누군가가 프로그램 가능한 HP 계산기를 가지고 있는 사람이 이 등식을 확인하였고, 자리수가 허용하는 한도에서 정확함을 확인하는 동안에 강연이 중단되기도 하였다. 결국 그의 기괴한 설명 스타일 덕분에 청중은 믿는 쪽과 믿지 않는 쪽으로 분리되었다.
여하튼 이후에 모든 것이 정확함이 밝혀졌다. 2개월 후인 8월, 헬싱키에서 열린 세계 수학자 대회에서 앙리 코앙(Henri Cohen)은 완전한 증명을 소개하였다. 이 증명은 기본적으로 아페리의 강연을 토대로 하고 있지만, 코앙과 돈 재기어의 아이디어를 포함하였다. 아페리의 증명은 Acta Arithmetica 저널에 수록되었다.

### 증명의 개략
Frits Beukers에 의한 간결화된 증명법을 소개한다.
먼저 유리수라고 가정하여 모순을 이끌어 낸다. 르장드르 타입 다항식 {\displaystyle P_{n}(x)}를 다음과 같이 정의하자.
{\displaystyle n!P_{n}(x)=\left\{{\frac {d}{dx}}\right\}^{n}x^{n}(1-x)^{n}}
이 때 다음 등식이 성립함을 보인다.
{\displaystyle \int _{0}^{1}\int _{0}^{1}{\frac {-\log(xy)}{1-xy}}P_{n}(x)P_{n}(y)dxdy={\frac {A_{n}+B_{n}\zeta (3)}{\operatorname {lcm} \left[1,\ldots ,n\right]^{3}}}}
여기서 {\displaystyle A_{n}}과 {\displaystyle B_{n}}은 어느 정수이다. 여기서 부분적분과 아페리 상수가 유리수 {\displaystyle a/b}라는 가정을 이용하여 다음 부등식을 이끌어 낸다.
{\displaystyle 0<{\frac {1}{b}}\leq \left|A_{n}+B_{n}\zeta (3)\right|\leq 4\left({\frac {4}{5}}\right)^{n},}
{\displaystyle n}이 커지면 우변이 영으로 줄어들기 때문에 모순이 발생한다.

## 급수 전개
1772년에, 레온하르트 오일러가 다음의 급수 전개를 얻었다.
{\displaystyle \zeta (3)={\frac {\pi ^{2}}{7}}\left[1-4\sum _{k=1}^{\infty }{\frac {\zeta (2k)}{(2k+1)(2k+2)2^{2k}}}\right]}
이 급수는 그 후에 여러 번 재발견되었다.
시몽 플루페(Simon Plouffe)는 다음의 급수를 포함한 몇 개의 급수를 얻었는데 그것들이 반복될수록 여러 자리의 정확도를 제공할 수 있어서 주목할 만하다:
{\displaystyle \zeta (3)={\frac {7}{180}}\pi ^{3}-2\sum _{n=1}^{\infty }{\frac {1}{n^{3}(e^{2\pi n}-1)}}}
그리고
{\displaystyle \zeta (3)=14\sum _{n=1}^{\infty }{\frac {1}{n^{3}\sinh(\pi n)}}-{\frac {11}{2}}\sum _{n=1}^{\infty }{\frac {1}{n^{3}(e^{2\pi n}-1)}}-{\frac {7}{2}}\sum _{n=1}^{\infty }{\frac {1}{n^{3}(e^{2\pi n}+1)}}.}
다음을 포함하여 많은 추가된 급수 전개가 발견되었다:
{\displaystyle \zeta (3)={\frac {8}{7}}\sum _{k=0}^{\infty }{\frac {1}{(2k+1)^{3}}}}
{\displaystyle \zeta (3)={\frac {4}{3}}\sum _{k=0}^{\infty }{\frac {(-1)^{k}}{(k+1)^{3}}}}
{\displaystyle \zeta (3)={\frac {5}{2}}\sum _{n=1}^{\infty }(-1)^{n-1}{\frac {(n!)^{2}}{n^{3}(2n)!}}}
{\displaystyle \zeta (3)={\frac {1}{4}}\sum _{n=1}^{\infty }(-1)^{n-1}{\frac {56n^{2}-32n+5}{(2n-1)^{2}}}{\frac {((n-1)!)^{3}}{(3n)!}}}
{\displaystyle \zeta (3)={\frac {8}{7}}-{\frac {8}{7}}\sum _{t=1}^{\infty }{\frac {{\left(-1\right)}^{t}\,2^{-5+12\,t}\,t\,\left(-3+9\,t+148\,t^{2}-432\,t^{3}-2688\,t^{4}+7168\,t^{5}\right)\,{t!}^{3}\,{\left(-1+2\,t\right)!}^{6}}{{\left(-1+2\,t\right)}^{3}\,\left(3\,t\right)!\,{\left(1+4\,t\right)!}^{3}}}}
{\displaystyle \zeta (3)=\sum _{n=0}^{\infty }(-1)^{n}{\frac {205n^{2}+250n+77}{64}}{\frac {(n!)^{10}}{((2n+1)!)^{5}}}}
그리고
{\displaystyle \zeta (3)=\sum _{n=0}^{\infty }(-1)^{n}{\frac {P(n)}{24}}{\frac {((2n+1)!(2n)!n!)^{3}}{(3n+2)!((4n+3)!)^{3}}}}
여기서 P(n)은 다음과 같다.
{\displaystyle P(n)=126392n^{5}+412708n^{4}+531578n^{3}+336367n^{2}+104000n+12463.\,}
이들 중 몇몇은 아페리 상수의 소수점 아래 수백만 자릿수를 계산하는 데 사용되었다.
Broadhurst(1998)은 계산될 수 있는 임의의 이진수를 받아들이는 급수 전개를 얻었다. 따라서 거의 선형시간 내에 상수가 계산될 수 있다.

## 기타 공식
아페리 상수는 다음과 같이 폴리감마 함수를 이용해 나타낼 수 있다.
{\displaystyle \zeta (3)=-{\frac {1}{2}}\,\psi ^{(2)}(1)}

## 알려진 자릿수
아페리 상수 {\displaystyle \zeta (3)}의 계산된 자릿수들은 지난 10년간 알고리즘의 향상뿐만 아니라 계산 기계의 수행 성능 향상에 의하여 극적으로 증가하였다.
| 날짜             | 자릿수            | 발견자                             |
| ---------------- | ----------------- | ---------------------------------- |
| 1735년           | 16                | 레온하르트 오일러                  |
| 알려져 있지 않음 | 16                | 아드리앵 마리 르장드르             |
| 1887년           | 32                | 토마스 요아너스 스틸티어스         |
| 1996년           | 520,000           | 그레그 J. 피 & 시몽 플루페         |
| 1997년           | 1,000,000         | Bruno Haible & Thomas Papanikolaou |
| 1997년 5월       | 10,536,006        | Patrick Demichel                   |
| 1998년 2월       | 14,000,074        | Sebastian Wedeniwski               |
| 1998년 3월       | 32,000,213        | Sebastian Wedeniwski               |
| 1998년 7월       | 64,000,091        | Sebastian Wedeniwski               |
| 1998년 12월      | 128,000,026       | Sebastian Wedeniwski               |
| 2001년 9월       | 200,001,000       | Shigeru Kondo & Xavier Gourdon     |
| 2002년 2월       | 600,001,000       | Shigeru Kondo & Xavier Gourdon     |
| 2003년 2월       | 1,000,000,000     | Patrick Demichel & Xavier Gourdon  |
| 2006년 4월       | 10,000,000,000    | Shigeru Kondo & Steve Pagliarulo   |
| 2009년 1월 21일  | 15,510,000,000    | Alexander J. Yee & Raymond Chan    |
| 2009년 2월 15일  | 31,026,000,000    | Alexander J. Yee & Raymond Chan    |
| 2010년 9월 17일  | 100,000,001,000   | Alexander J. Yee                   |
| 2013년 9월 23일  | 200,000,001,000   | Robert J. Setti                    |
| 2015년 8월 7일   | 250,000,000,000   | Ron Watkins                        |
| 2015년 12월 21일 | 400,000,000,000   | Dipanjan Nag                       |
| 2017년 8월 13일  | 500,000,000,000   | Ron Watkins                        |
| 2019년 5월 26일  | 1,000,000,000,000 | Ian Cutress                        |
| 2020년 7월 26일  | 1,200,000,000,100 | 김승민                             |

## 같이 보기
- 리만 제타 함수
- 바젤 문제